# Mecenopa
Mecenopa is een geslacht van wantsen uit de familie van de Miridae (Blindwantsen). Het geslacht werd voor het eerst wetenschappelijk beschreven door Eyles & Schuh in 2003.

## Soorten
Het genus is monotypisch en bevat alleen de volgende soort:

- Mecenopa albiapex Eyles & Schuh, 2003